# Renata Dwan
Renata Dwan (* 1969 in Irland) ist eine irische Friedens- und Konfliktforscherin. Sie war von 2018 bis 2021 Leiterin des UN-Instituts für Abrüstungsforschung (UNIDIR) in Genf.

## Herkunft und akademische Ausbildung
Renata Dwan studierte Internationale Beziehungen an der University of Oxford und schloss als Master of Philosophy und Ph.D. ab. Danach war sie dort als Hedley Bull Junior Research Fellow für internationale Beziehungen tätig.
Sie erhielt ein Fulbright-Stipendium für die Princeton University in New Jersey und war Gastwissenschaftlerin am früheren Pariser Institut für Sicherheitsstudien der Westeuropäischen Union. Sie ist Autorin zahlreicher sicherheitspolitischer Veröffentlichungen.

## Berufliche Karriere
1997 wurde Renata Dwan stellvertretende Leiterin des  Europäischen Sicherheitsprogramms am  EastWest-Institut in Budapest. Von 1999 bis 2005 war sie Direktorin des renommierten Stockholmer Friedensforschungsinstituts (SIPRI). Sie war 2002 bis 2003 als Sonderberaterin der EU für Kriseneinsätze tätig und wurde 2004 Mitglied der Taskforce des HohenVertreters für die Gemeinsame Außen- und Sicherheitspolitik der EU Javier Solana.
Seit 2005 arbeitet Dwan bei den Vereinten Nationen. Sie war im UN-Sekretariat leitend für Friedensmissionen zuständig, war Teamleiterin von Operations-Teams für Afghanistan, der Demokratischen Republik Kongo, Haiti und Mali bei der Abteilung für friedenserhaltende Einsätze, außerdem Stabschefin der UN-Überwachungsmission in Syrien.
2015–2016 leitete sie das von UN-Generalsekretär Ban Ki-Moon eingesetzte Gremium für eine Reformierung der Friedensmissionen und war auch unter Generalsekretär António Guterres Mitglied des Teams zur Überprüfung der Friedens- und Sicherheitsarchitektur der Vereinten Nationen. Sie entwickelte Initiativen zur Reform des Sicherheitssektors, zum Schutz der Zivilbevölkerung und zum Einsatz ziviler Kapazitäten im Krisenmanagement. Zuletzt war sie Leiterin für praktische Politik und Einsatzunterstützung in der Abteilung für friedenserhaltende Maßnahmen.
Im Januar 2018 wurde sie als Nachfolgerin des Finnen Jarmo Sareva Direktorin des Instituts der Vereinten Nationen für Abrüstungsforschung (UNIDIR) in Genf. 2021 wurde sie durch den deutschen Völkerrechtler Robin Geiß in diesem Amt abgelöst.

## Gesellschaftspolitisches Engagement
Renata Dwan ist als Beraterin und Sprecherin für die Women’s International League for Peace and Freedom (WILPF) tätig, die verstärkt feministische Aspekte in der Friedens- und Sicherheitspolitik in den Mittelpunkt rückt.

## Veröffentlichungen
- Renata Dwan (Hrsg.): Executive policing: enforcing the law in peace operations. SIPRI, Oxford Univ. Press, 2002, ISBN 0-19-926267-5